# Brezovi Dol
Brezovi Dol este o localitate din comuna Ivančna Gorica, Slovenia, cu o populație de 157 de locuitori.